# Seznam kanadskih sociologov
Seznam kanadskih sociologov.

## B
- Ernest Burgess

## C
- Douglas E. Cowan

## D
- Stéphane Dion

## F
- Cecil Foster
- Frank Furedi (madžarsko-kanadski)

## G
- Erving Goffman

## H
- Daniel G. Hill
- Alex Himelfarb
- Kal(evi Jaakko) Holsti (1935), politolog-MO

## L
- David Lyon (škotsko-kanadski)

## M
- Pierre Maranda (1930-2015) antropolog
- Lynn McDonald
- Marshall McLuhan (1911-1980)
- Ellen Meiksins Wood (1942-2016) zgodovinarka in politologinja

## P
- Leo Panitch (1945-2020) (politolog)
- John Porter (sociolog)

## R
- Guy Rocher

## S
- Dorothy E. Smith